# یواس‌اس پینان (ای‌ان-۶۶)
یواس‌اس پینان (ای‌ان-۶۶) (به انگلیسی: USS Pinon (AN-66)) یک کشتی بود که طول آن 194' 6" بود. این کشتی در سال ۱۹۴۴ ساخته شد.